# یواس‌اس بیورهد (ای‌کی-۱۶۱)
یواس‌اس بیورهد (ای‌کی-۱۶۱) (به انگلیسی: USS Beaverhead (AK-161)) یک کشتی بود که طول آن ۳۸۸ فوت ۸ اینچ (۱۱۸٫۴۷ متر) بود. این کشتی در سال ۱۹۴۴ ساخته شد.